# Терми Діоклетіана

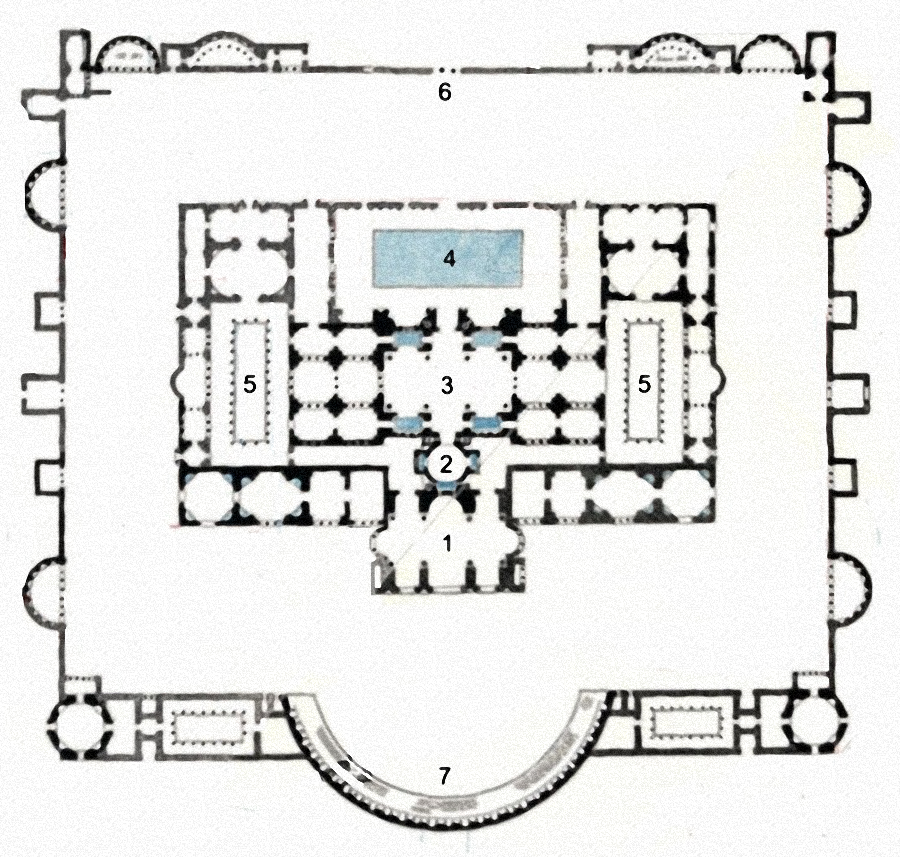
На плані: 1-Caldarium; 2-Tepidarium; 3—Фригідарій (Frigidarium); 4—Natatio; 5-Palaestra; 6—Вхід; 7-Екседра

Терми Діоклетіана — руїни терм з часів античного Риму. Будівництво терм почалося у 298, вони були освячені у 305 на честь Діоклетіана. У будівництві брало участь близько 40 000 рабів. Лазні площею понад 13 га (величина будівлі 376 м × 361 м) було побудовано за планом, схожим з термами Каракалли і Траяна. Споруди вміщали до 3 тисяч осіб, сади були прикрашені фонтанами і павільйонами, на території також розміщувалися бібліотека, зали для зборів і спортивних вправ.
Терми Діоклетіана в сучасному вигляді — це площа Республіки (сади), на місці центрального залу зведена церква Санта-Марія-дельї-Анджелі-е-дей-Мартірі, деякі приміщення займає Національний римський музей (Museo Nazionale Romano, з 1889 р.) зі збірками римського і грецького мистецтва, один з круглих залів перебудований у церкву Сан-Бернардо-алле-Терме, частина ще одного залу розташована між Віа Вімінале і П'яцца-дей-Чінквеченто.

## Галерея

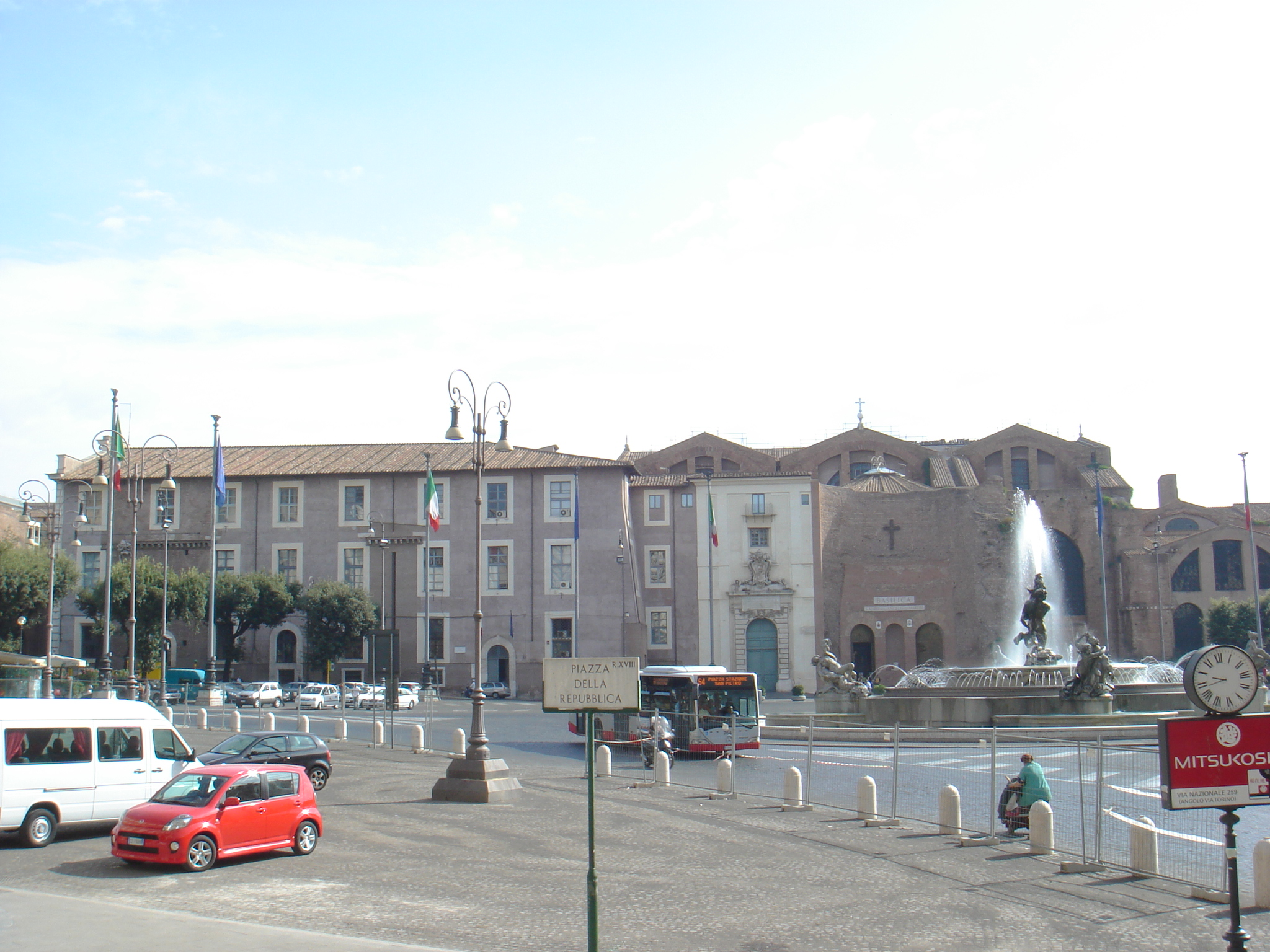
Вид з П'яцца делла Републіка
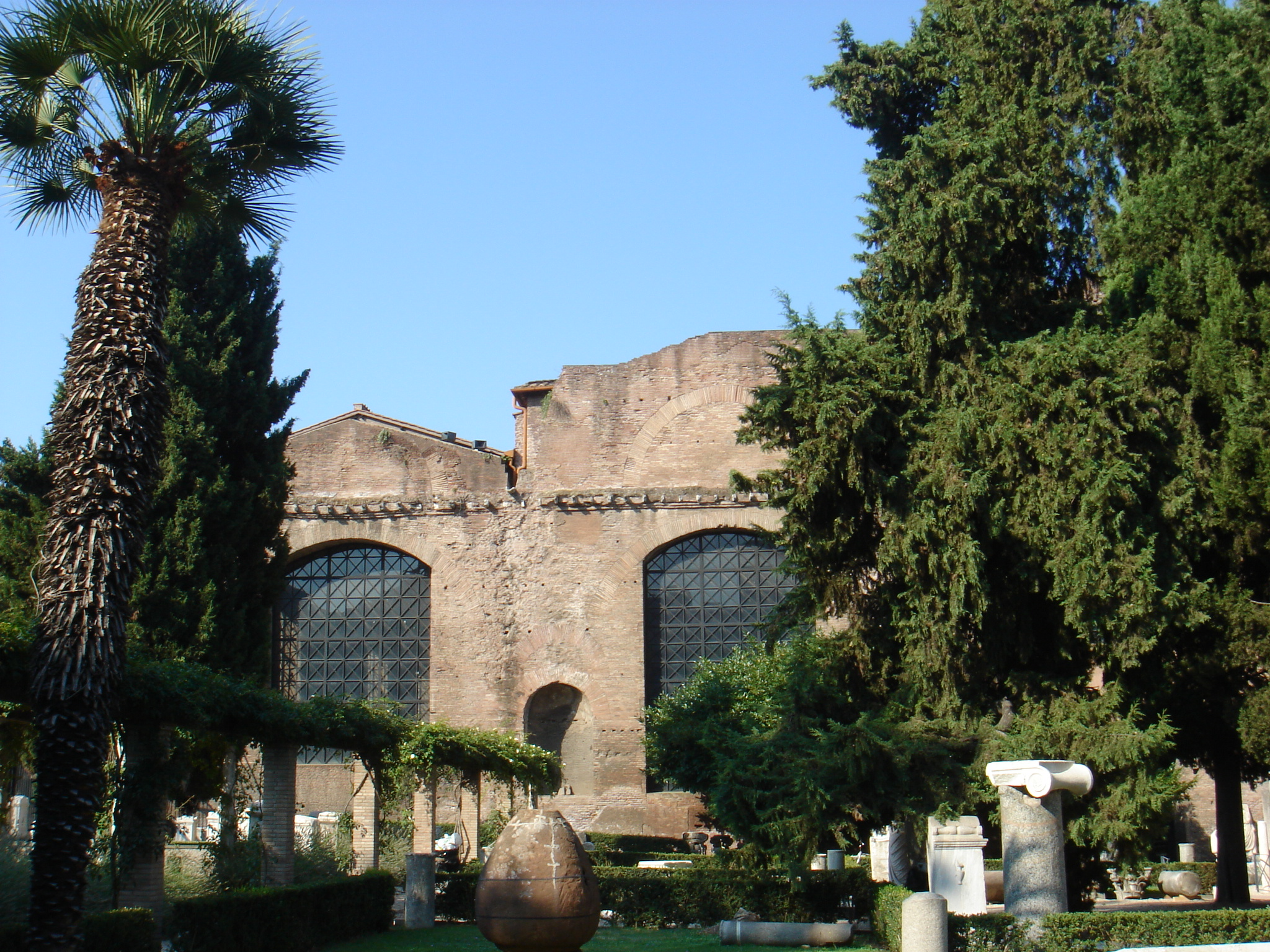
Віа де Нікола
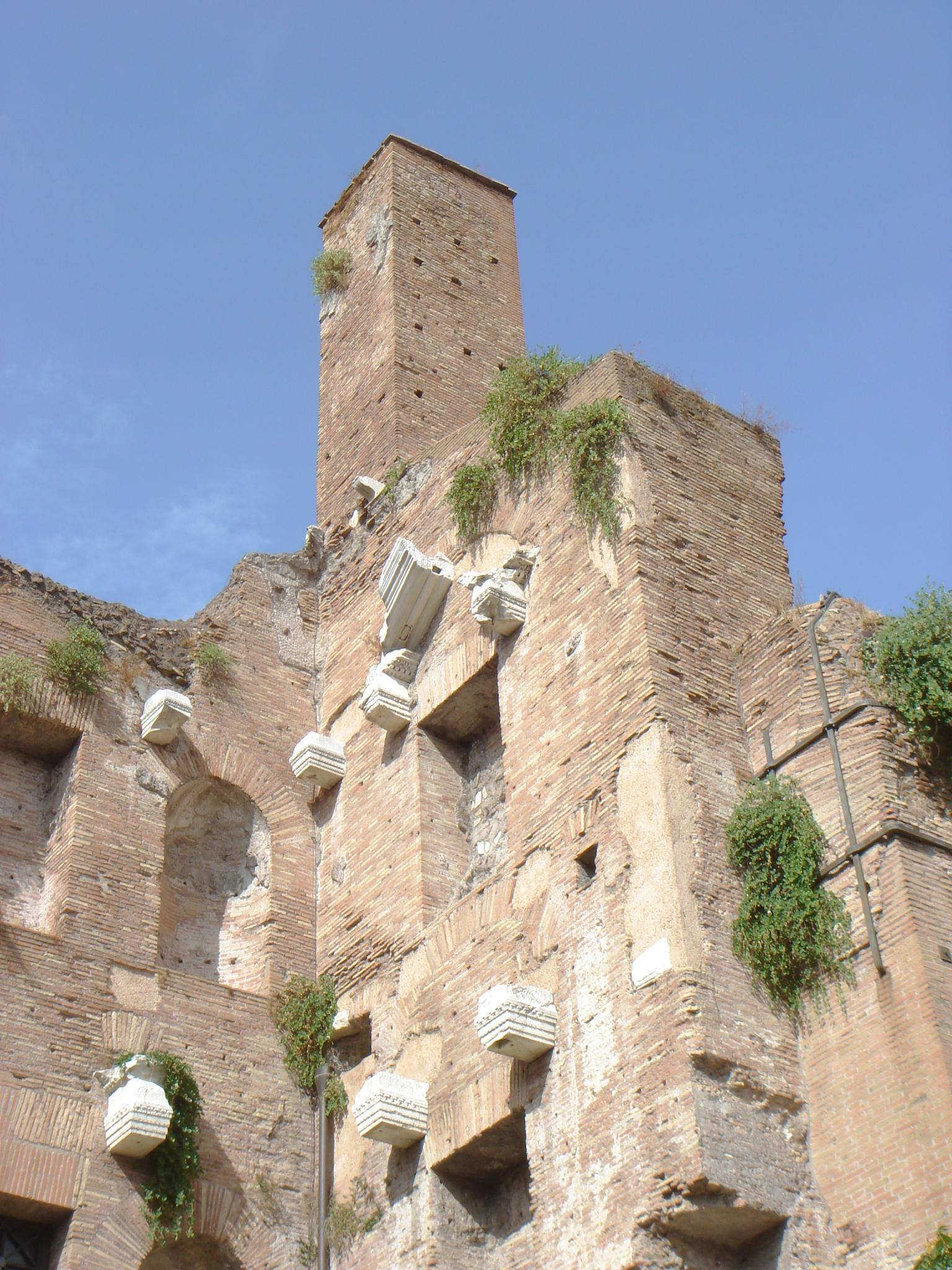
Залишки декорацій
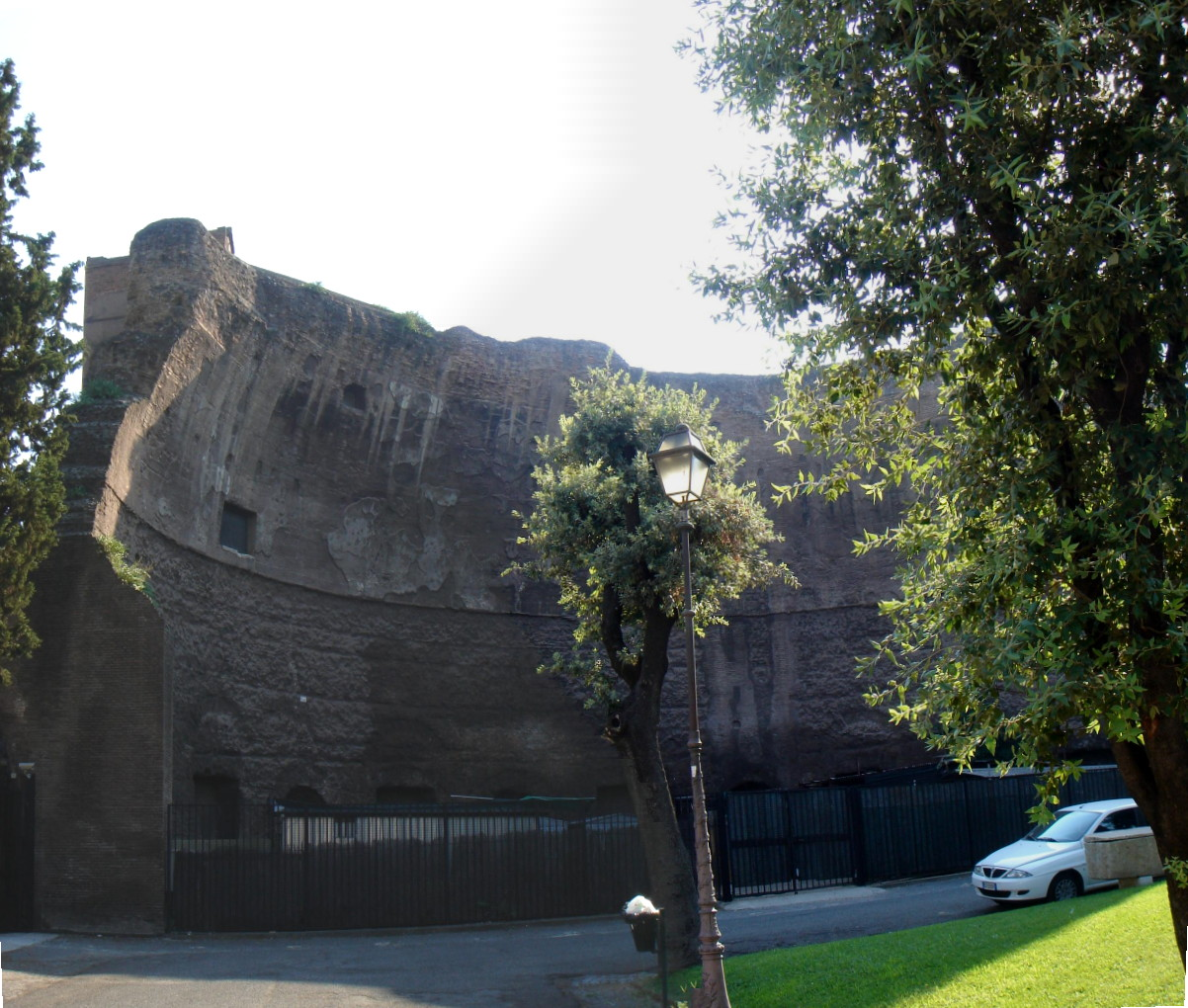
Залишки цистерни
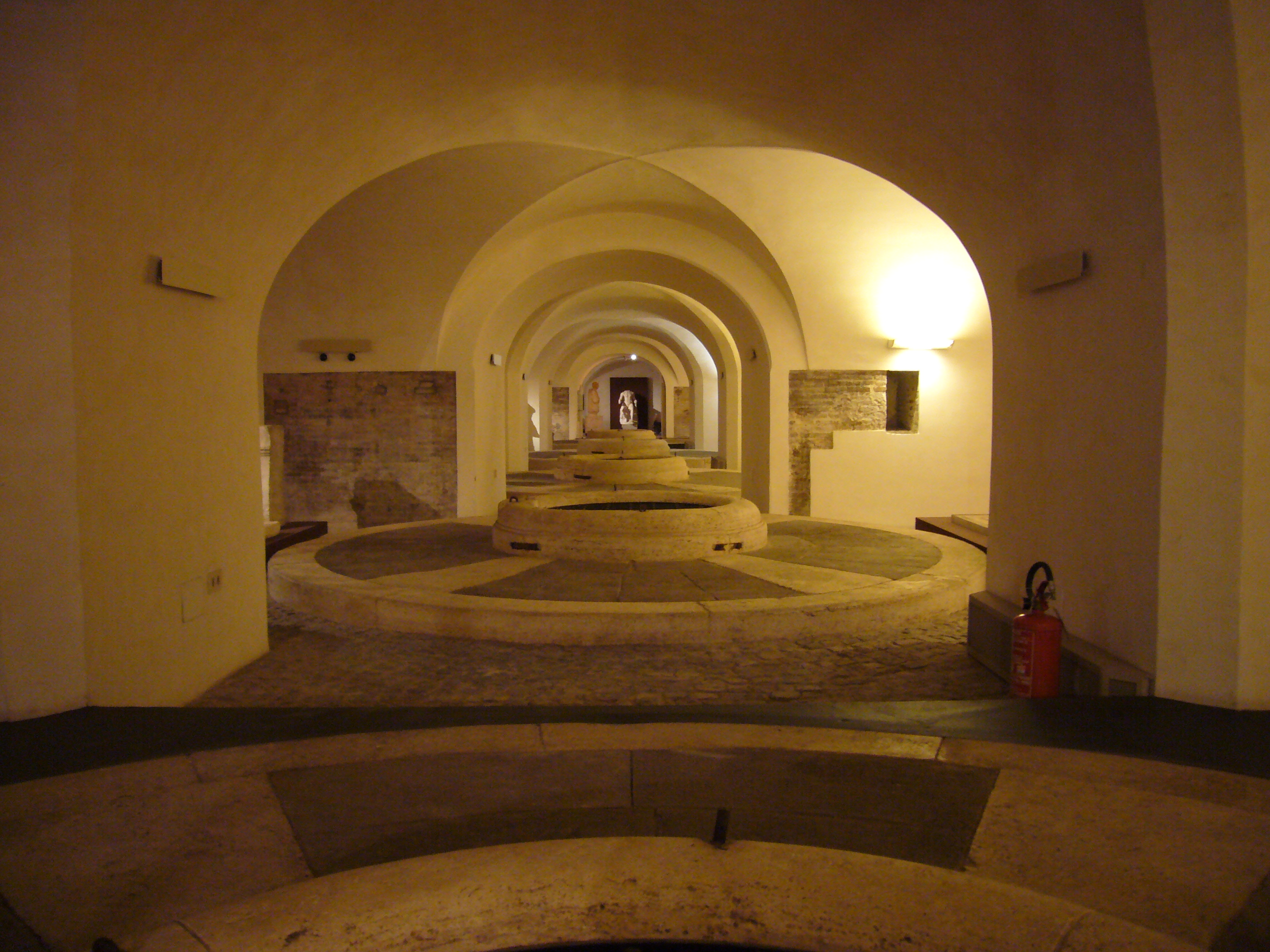
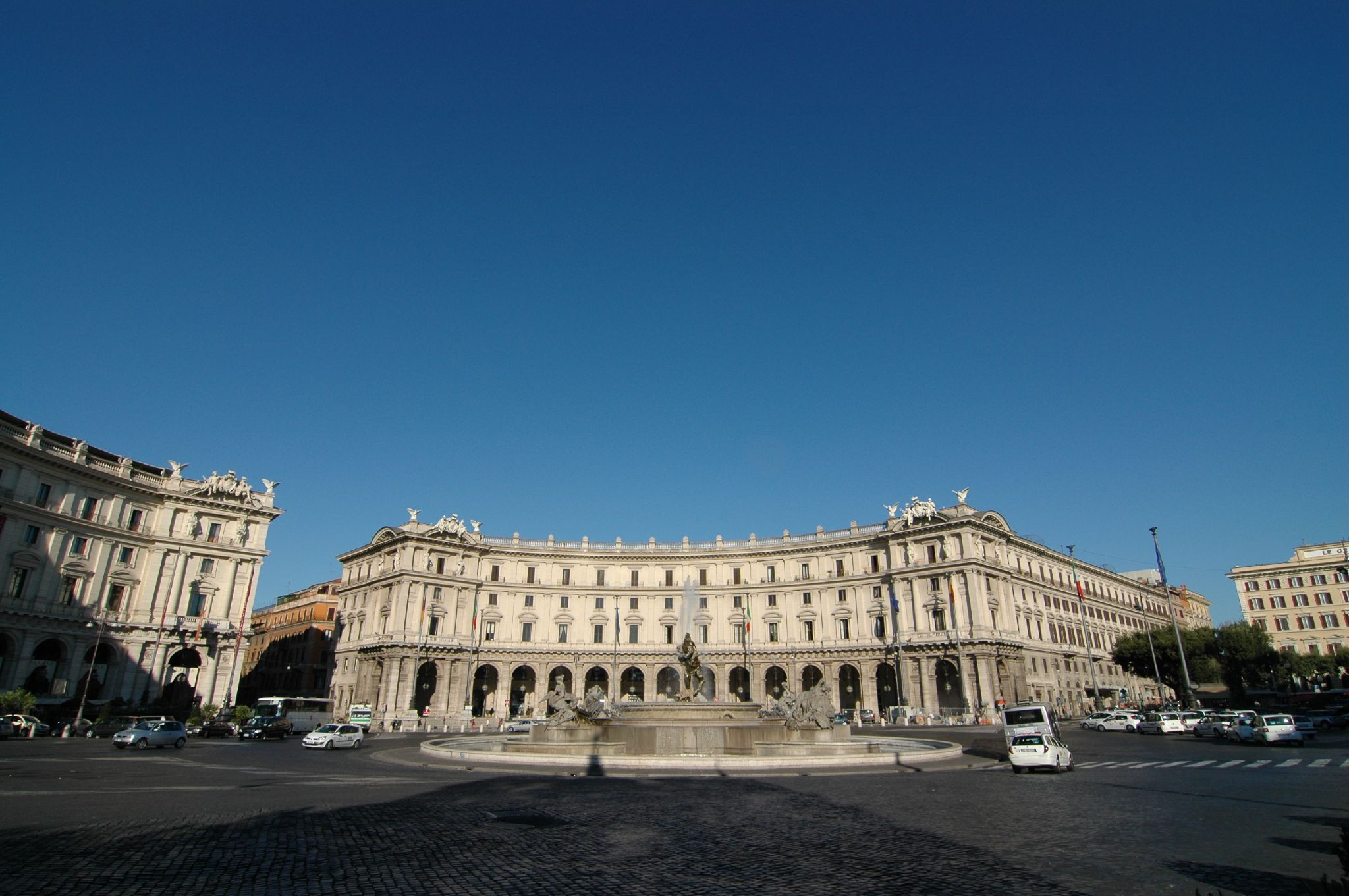
Вид з П'яцца делла Републіка
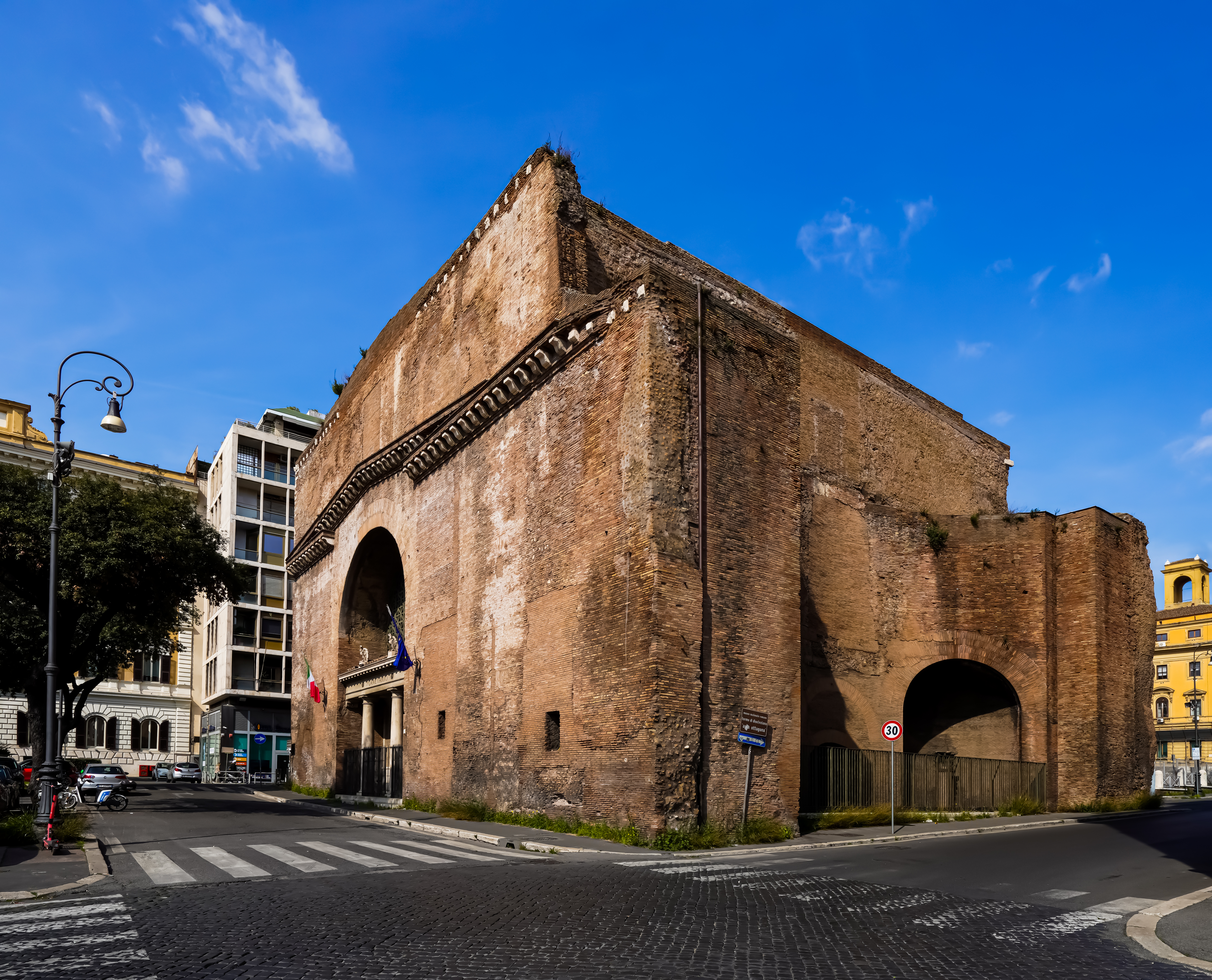
Планетарій
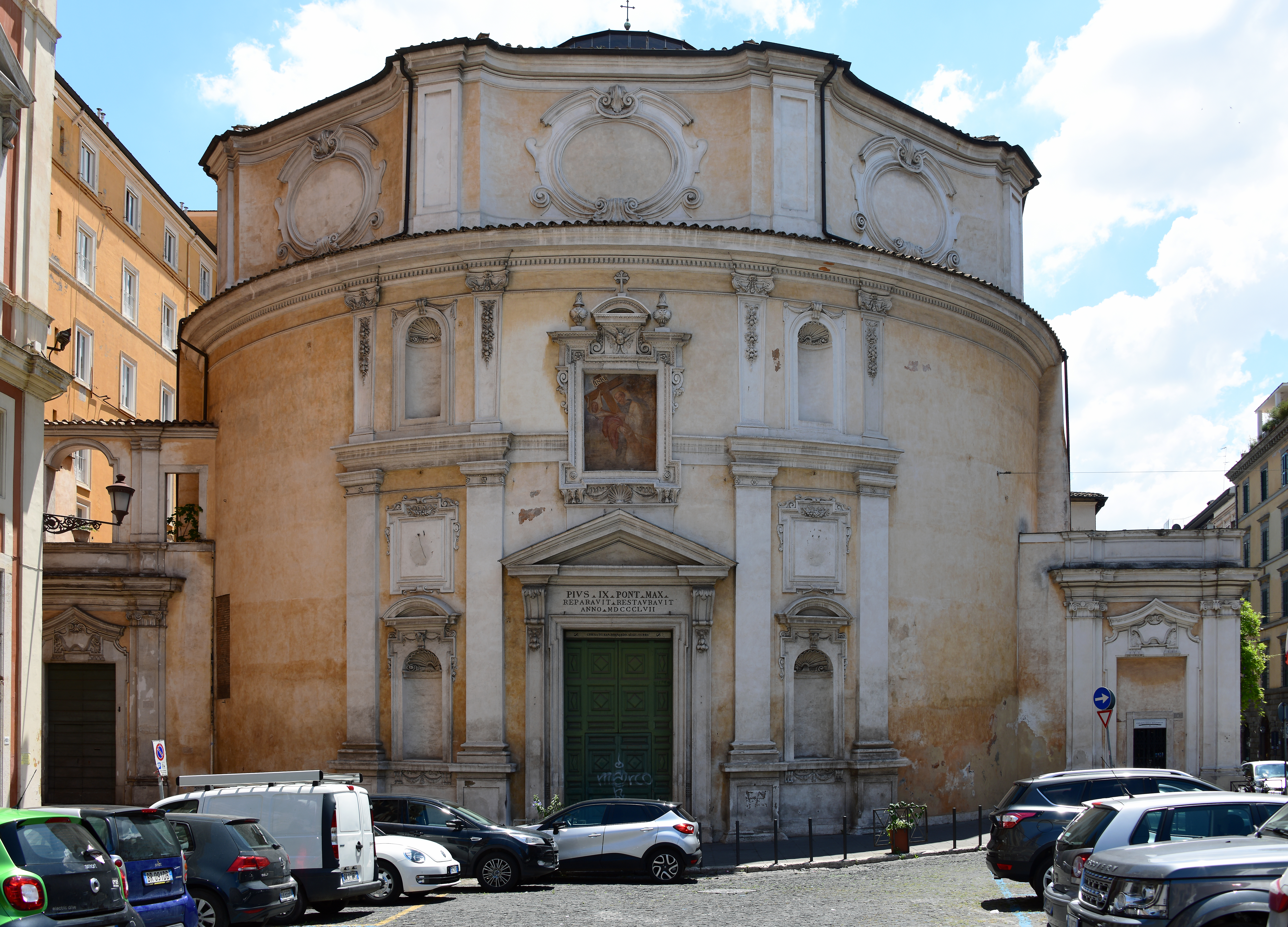
Сан-Бернардо-алле-Терме